# Лернд, Майкл
Майкл Лернед (англ. Michael Learned; род. 9 апреля 1939, Вашингтон) — американская актриса, известная по своей роли в сериале «Уолтоны», где она снималась с 1972 по 1981 год, на протяжении всего периода трансляции шоу.
За свою карьеру Майкл Лернед восемь раз была номинирована на премию «Эмми» в ведущей категории «Лучшая актриса в драматическом сериале», выиграв четыре премии: в 1973,1974, 1976 и 1982 годах. За ней рекорд по количеству побед в данной категории. Она также четырежды была номинирована на премию «Золотой глобус».
После успеха в сериале «Уолтоны» Лернед сыграла главную роль в сериале «Медсестра», который был любим критиками, однако не имел высоких рейтингов и был закрыт после двух сезонов. В конце восьмидесятых она предприняла попытку вернуться на телевидение с главной ролью в ситкоме «Куклы», который был закрыт после одного короткого сезона. На большом экране она снялась в фильмах «Испытавший любовь» (1980), «Власть» (1986), «Дракон: История жизни Брюса Ли» (1993), «Жизнь в военные времена» (1997) и «Морские черепахи» (2005).
В 2000-х годах Лернд наиболее была активна на офф-бродвейской сцене, а также в мыльных операх, включая «Все мои дети», «Одна жизнь, чтобы жить», «Главный госпиталь» и «Молодые и дерзкие». В прайм-тайм она появилась в эпизоде «Закон и порядок: Специальный корпус» и имела второстепенную роль в «Клиника» (2006-2009).
Лернед была замужем четыре раза. (Один из мужей — канадский актёр Питер Донат.)

## Награды и номинации
- «Эмми»
  - 1973 — Премия «Эмми» за лучшую женскую роль в драматическом телесериале — «Уолтоны»
  - 1974 — Премия «Эмми» за лучшую женскую роль в драматическом телесериале — «Уолтоны»
  - 1975 — Премия «Эмми» за лучшую женскую роль в драматическом телесериале — «Уолтоны» (номинация)
  - 1976 — Премия «Эмми» за лучшую женскую роль в драматическом телесериале — «Уолтоны»
  - 1977 — Премия «Эмми» за лучшую женскую роль в драматическом телесериале — «Уолтоны» (номинация)
  - 1978 — Премия «Эмми» за лучшую женскую роль в драматическом телесериале — «Уолтоны» (номинация)
  - 1981 — Премия «Эмми» за лучшую женскую роль в драматическом телесериале — «Медсестра» (номинация)
  - 1982 — Премия «Эмми» за лучшую женскую роль в драматическом телесериале — «Медсестра»

«Золотой глобус»
  - 1973 — Премия «Золотой глобус» за лучшую женскую роль в телевизионном сериале — драма — «Уолтоны» (номинация)
  - 1974 — Премия «Золотой глобус» за лучшую женскую роль в телевизионном сериале — драма — «Уолтоны» (номинация)
  - 1975 — Премия «Золотой глобус» за лучшую женскую роль в телевизионном сериале — драма — «Уолтоны» (номинация)
  - 1976 — Премия «Золотой глобус» за лучшую женскую роль в телевизионном сериале — драма — «Уолтоны» (номинация)